# Marcelo Rosa da Silva
Marcelo Rosa da Silva (født 29. januar 1976) er en tidligere brasiliansk fodboldspiller.